# Fürlegerin con i capelli raccolti
Il ritratto della Fürlegerin con i capelli raccolti è un dipinto a olio su tavola (56,5x42,5 cm) di Albrecht Dürer, databile al 1497 e conservato nella Gemäldegalerie a Berlino. L'opera è siglata col monogramma e fa coppia con la Fürlegerin con i capelli sciolti, nello Städel di Francoforte

## Storia e descrizione

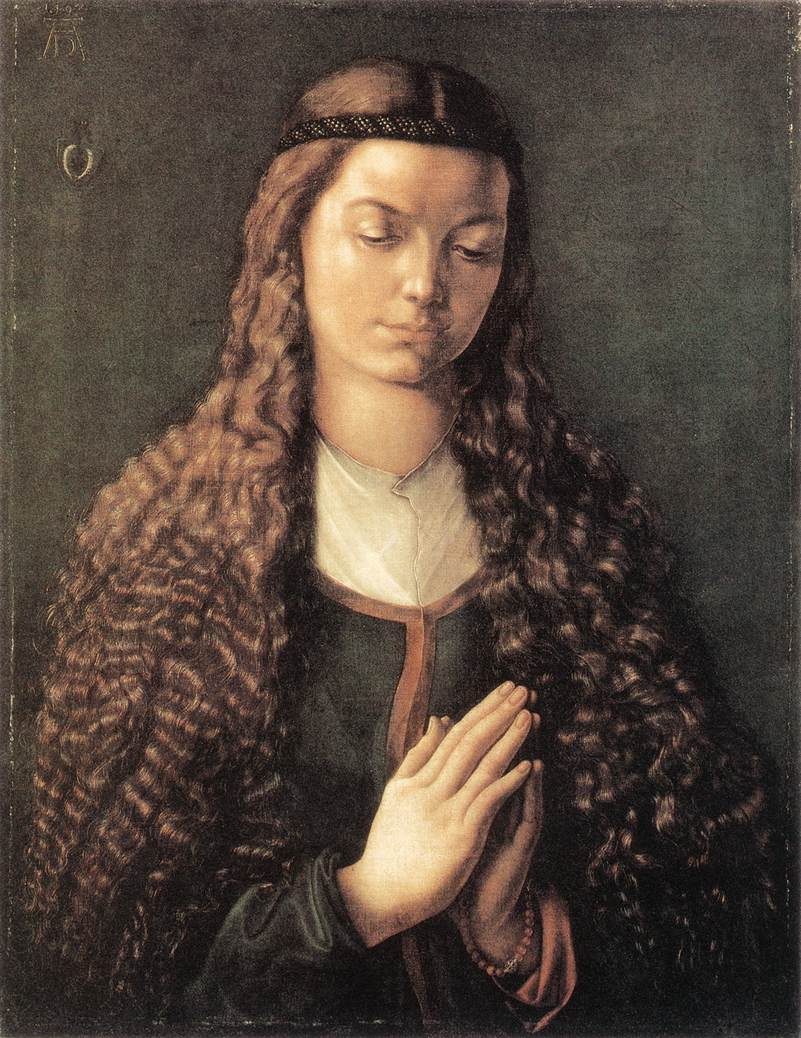
Fürlegerin con i capelli sciolti

Dopo aver ritratto Federico il Saggio nel 1496 Dürer iniziò ad essere un ricercato pittore tra l'aristocrazia di Norimberga. Nel 1497 gli vennero commissionati due ritratti delle sorelle Fürleger, analoghi per dimensioni, ma probabilmente non composti in dittico per le differenze nello sfondo. Entrambe sono dipinte come vicine al matrimonio: l'una sul punto di entrare come novizia in un convento, l'altra prossima ad andar sposa. Dürer riuscì a indicare le due mete diverse non solo con il diverso portamento, ma anche con il contrasto cromatico. Gli stemmi riportati su ambedue i ritratti caratterizzano le due immagini femminili: mentre uno presenta una piccola croce inserita tra due pesci araldici, indicando così che la fanciulla appartiene a un ordine religioso, l'altro stemma presenta invece un giglio tra i pesci, indicando che la donna ritratta fa parte di una famiglia della borghesia.
La Fürlegerin "con i capelli raccolti" (Katharina) siede vicino a una finestra da cui si intravede un paesaggio, con le braccia appoggiate su un piano che coincide con il bordo inferiore del dipinto, alla fiamminga. Tiene in mano il fiore d'eringio, simbolo di fedeltà coniugale, e mostra un abbigliamento da benestante, con un'elaborata acconciatura in trecce arrotolate attorno alla nuca.